# Ölkatastrophe im Nigerdelta

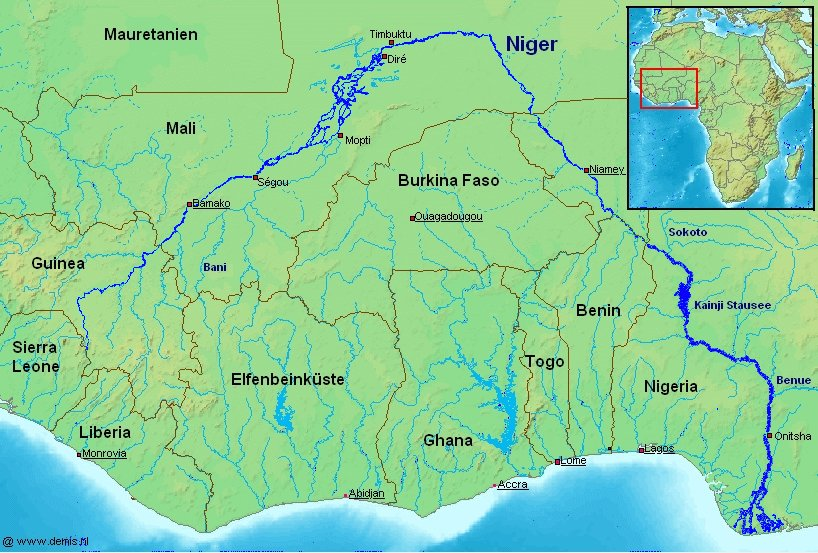
Flusslauf des Niger

Bei der Ölkatastrophe im Nigerdelta handelt es sich um eine anhaltende Ölverschmutzung, bei der in den letzten 50 Jahren nach Expertenschätzungen mehr als zwei Millionen Tonnen Rohöl das Ökosystem des Nigerdeltas verschmutzt haben. Nach Regierungsangaben lief in den vergangenen Jahren durchschnittlich 300 Mal im Jahr an beispielsweise Pipelines oder Bohrinseln Öl aus. Im Vergleich zum Rest des Landes sank die Lebenserwartung der 30 Millionen dort lebenden Menschen durch die Verschmutzung von Luft, Gewässern und Böden um etwa zehn Jahre. Die Umweltverschmutzung, welche wichtige Lebensgrundlagen (landwirtschaftliche Flächen, für Fischerei genutzte Gewässer) der Bevölkerung zerstört, trägt auch zu den gewalttätigen Konflikten in der Region bei.
Nach einer im August 2011 veröffentlichten Studie des Umweltprogramms der Vereinten Nationen (UNEP) sind die Umweltverschmutzungen so schwerwiegend, dass eine Sanierung der betroffenen Region 25 bis 30 Jahre in Anspruch nehmen und Kosten von bis zu 1 Mrd. Dollar verursachen wird. UNEP empfahl, dass die nigerianische Regierung und die verantwortlichen Mineralölunternehmen die Gelder in einem Sonderfonds zur Verfügung stellen.

## Ursachen
Über 7000 Kilometer zum Teil völlig veraltete Ölpipelines durchkreuzen das Nigerdelta. Aufgrund vieler Lecks und häufiger Öldiebstähle läuft nahezu dauerhaft Öl aus. Der Shell-Konzern macht Sabotage und den organisierten Öldiebstahl für die Verschmutzung verantwortlich; Umweltschützer sehen hingegen die berstenden Bohrköpfe und leckenden Pipelines, also mangelnde Sicherheitsstandards durch Unternehmen wie Shell, als Hauptverursacher.

## Ölunfälle

### 2008
2008 strömte im Bodo-Creek bei Port Harcourt durch ein Leck in einer Ölpipeline des Konzerns Shell Öl aus. Shell bezifferte die Menge mit 1.640 Barrel, das von Amnesty International mit der Untersuchung des Vorfalls beauftragte US-Unternehmen Accufacts kam zu dem Schluss, dass mindestens 72 Tage lang bis zu 4.320 Barrel Öl täglich die Gewässer verunreinigt hätten.
Die Bewohner des Ortes Bodo im Ogoniland erhoben vor einem britischen Gericht wegen des Austritts mehrerer hunderttausend Liter Öls in ihrer Region in den Jahren 2008 und 2009 Klage gegen den Shell-Konzern. Im August 2011 musste dieser dort einräumen, dass ein „Versagen des Equipments“ diese Umweltverschmutzung ausgelöst habe, und zeigte sich zur Zahlung einer Entschädigung bereit. Die Klagenden wollten zivilrechtlich die Zahlung mehrerer 100 Mio. Dollar erreichen.
Im Juni 2014 bot Shell zunächst 37 Millionen Euro als Entschädigung an, etwa 1.250 Euro pro Einwohner. Anfang 2015 gab Shell eine außergerichtliche Einigung bekannt, der zufolge 15.600 geschädigte Bewohner des Niger-Deltas vom Unternehmen individuelle Entschädigungen von insgesamt 35 Mio. Pfund (umgerechnet etwa 44,6 Mio. Euro) erhalten, weitere 20 Mio. Pfund (25 Mio. Euro) erhält die Gemeinde Bodo. Jeder der betroffenen Bewohner erhält somit umgerechnet etwa 2.800 Euro, was der Zahlung des nigerianischen Mindestlohns über einen Zeitraum von drei Jahren entspricht. Shell Nigeria verpflichtete sich zudem auf einen Beginn der Reinigung der verschmutzten Gebiete in den anschließenden drei Monaten. Nigerianische Umweltschützer gehen von einer zur Herstellung des vorherigen Zustands notwendigen Dauer von mindestens zehn Jahren aus.

### 2010
Aus einer Erdöl-Pipeline einer Joint-Venture-Ölgesellschaft von ExxonMobil und dem nigerianischen Staat trat im Juni 2010 sieben Tage lang Öl aus; es wurden etwa 27.000 bis 95.500 Tonnen Rohöl freigesetzt.

## Illegale / unfachmännische Raffinerien
Eine weitere und nicht unerhebliche Ursache der Umweltverseuchung im Nigerdelta sind illegale Raffinerien, die für Ortsansässige oft die letzte verbliebene Möglichkeit zum Broterwerb darstellen.

### Schwerölentstehung durch primitive Raffination
Von Pipelines oder von verlassenen Probebohrungen (wie bei der Den Haager Gerichtsentscheidung, siehe Kapitel „Juristische Aufarbeitung“) illegal und unfachmännisch abgezapftes Erdöl wird über einem Feuer erhitzt. Die daraus aufsteigenden leichten Bestandteile wie Kerosin oder Diesel werden mit einer Haube abgefangen, auf Umgebungstemperatur gekühlt und in Fässer geleitet. Dabei bleiben unweigerlich und in ähnlich großen Mengen die schwereren Bestandteile übrig, das Schweröl. (In professionellen Raffinerien wird das Schweröl mit riesigen Anlagen in leichtere Bestandteile „gecrackt“, dazu fehlt bei den „artisan refiners“ jedoch das Kapital und die Fachkenntnis. Das Cracking wird in Nigeria erst seit Dezember 2023 in Testläufen der Raffinerien in Lagos und Port Harcourt durchgeführt.) Es gibt keine Entsorgungsmöglichkeit und der Transport dahin durch das Labyrinth seichter Wasserwege wäre auch zu umständlich und kostspielig, darum entsorgt man das Schweröl dort, wo es entsteht: in den Mangrovenwäldern.

### Umweltfolgen
Da zu den leichteren Bestandteilen des Erdöls auch die explosiven Gase Propan und Butan gehören, kommt es regelmäßig zu Unfällen, von der Gefahr durch explosive Dämpfe flüchtiger Kohlenwasserstoffe (wie Benzin) ganz abgesehen. Viele der „handwerklichen Raffinierer“ tragen darum auch Brandwunden und können von Kollegen berichten, die ihr Handwerk das Leben gekostet hat. Da sie auch nicht Schwermetalle und Schwefelverbindungen aus der zähen, schwarzen Brühe extrahieren, ist der Kontakt des Schweröls mit der Haut gesundheitsgefährdend. Viele Bewohner des Nigerdeltas sind krank, auch im entfernten Port Harcourt klagen Menschen über die Umweltverseuchung. 2017 und 2018 wurde in Port Harcourt eine hohe Belastung der Luft durch Rußteilchen festgestellt. Innerhalb eines Zeitraums von 450 Tagen war die Luft in Port Harcourt nach der Klassifizierung der EPA an 85 Tagen „sehr ungesund“ und an 13 Tagen „gefährlich“. Bewohner der Stadt klagen über eine schwarze Schicht, die sich überall bildet und über gesundheitliche Probleme.

### Möglicherweise 10.000 illegale Raffinerien im Nigerdelta
Wenn nigerianische Streitkräfte im Januar 2024 die Zerstörung von beinahe 6.000 illegalen Raffinerien im Nigerdelta meldeten, kann man daraus errechnen, dass diese Anlagen im Schnitt nur auf anderthalb Kilometer Abstand voneinander liegen – eine Dunkelziffer nicht mitgerechnet.
In einer vorsichtigen Hochrechnung für das Nigerdelta mit 10.000 in Betrieb befindlichen Anlagen dieser Art, die jede Nacht die bescheidene Menge von 10 Barrel (Standardfässern) Diesel/Kerosin etc. herstellen, ergeben sich daraus als Abfallprodukt 4,2 Mio. Kubikmeter Schweröl, die sich im Laufe jeden Jahres in die Mangrovenwälder ergießen, bzw. 19 Mal so viel wie bei der Ölkatastrophe der Amoco Cadiz 1978 (dort handelte es sich allerdings um Erdöl, also zur Hälfte eben auch um leichtere Bestandteile, die an der Oberfläche verdunsteten).

## Juristische Aufarbeitung
Im Februar 2021 sprach der Oberste Gerichtshof Großbritanniens den Bewohnern des Nigerdeltas das Recht zu, Royal Dutch Shell vor britischen Gerichten wegen Umweltverschmutzung zu verklagen.
Zuvor hatte bereits ein Berufungsgericht im niederländischen Den Haag entschieden, dass Shell rund 40.000 betroffene Menschen in Nigeria für in den Jahren 2004 und 2005 entstandene Ölverschmutzungen entschädigen muss. Konkret sollen zwei Dörfer für die Verseuchung der Äcker ihrer Bewohner entschädigt werden. Die genaue Summe der Entschädigung wollte das Gericht noch nicht festlegen. Der Konzern selbst vertrat die Ansicht, in Europa nicht haftbar für nigerianische Tochterunternehmen zu sein. Für die Umweltverschmutzungen durch großflächige Öl-Lecks seien Saboteure verantwortlich.
Nachdem das nigerianische Tochterunternehmen (SPDC) von Shell im Jahr 2010 wegen der Umweltverschmutzungen in Nigeria verurteilt worden war, hatte es im 2010er Jahrzehnt erfolglos versucht, das Urteil anzufechten. Im August 2021 stimmte die Shell-Tochter schließlich einem Vergleich über eine Strafzahlung in Höhe von knapp 95 Millionen Euro zu. Shell beharrte auf seinem Standpunkt, dass die Öl-Lecks durch Sabotageaktionen während des Bürgerkriegs in Nigeria von 1967 bis 1970 verursacht worden seien.